# Blind Al
Blind Al (Althea) é um personagem fictício que aparece em quadrinhos americanos publicados pela Marvel Comics. Ela é comumente retratada como um personagem de apoio do anti-herói Deadpool.
Al (também conhecido como Althea ou Blind Alfred) apareceu pela primeira vez em Deadpool # 1, vivendo com ele em "The Deadhut", sua casa em São Francisco. No início, seu relacionamento com ele não era claro, mas com o tempo, ele se revelaria altamente complexo e bizarro.
A atriz Leslie Uggams interpretou Blind Al no longa-metragem Deadpool de 2016 e sua sequência de 2018 ambientada na série de filmes X-Men. Ela também vai repetir o papel em Deadpool & Wolverine (2024), ambientado no Universo Cinematográfico Marvel (MCU).

## Biografia fictícia
Al é uma velha magra que, cego o nome sugere, é cega. A sua origem nunca é explicitamente elaborada. Eventualmente, revela-se que ela estava de alguma forma envolvida com a Inteligência britânica, embora em que qualidade seja desconhecido. Ela já estava cega até esse ponto e tinha sido a maior parte de sua vida. Wade Wilson, o mercenário que eventualmente se tornaria Deadpool, foi contratado para matá-la no Zaire, onde ela estava estacionada. O que realmente aconteceu é desconhecido, mas aparentemente Wilson matou todos ao redor, exceto ela, permitindo-lhe fugir. Anos depois, depois de ter tido Câncer, ter recebido um fator de cura da Arma X, ter enlouquecido e ter se tornado Deadpool, Wilson encontrou-se com Al novamente e a capturou.[carece de fontes?]
Assim começou a relação bizarra entre os dois, com Al agindo como um cruzamento entre um prisioneiro, amigo, empregada de casa, Corus grego e figura-mãe de Deadpool. Às vezes, Wade podia ser incrivelmente cruel com Al. Ele frequentemente a insultaria e brincava com brincadeiras cruéis, aproveitando-se da cegueira dela. Ele proibiu os seus visitantes e mataria qualquer um que tentasse ajudá-la a escapar. Quando ela o irritava, ele a colocava na Caixa, uma pequena sala cheia de objetos afiados (embora ele nunca fechasse a porta, contando com o medo dela dele para mantê-la presos). Ele também a forçou a cozinhar e limpar para ele, e pendurou a perspectiva de liberdade na frente dela apenas para arrebatá-la.
Por outro lado, Al parece exercer uma autoridade sutil sobre ele, e parece ser a única pessoa que não tem medo de se levantar contra ele. As brincadeiras nunca a incomodam, pois ela é mais do que esperta o suficiente para voltar para Deadpool (porque colocar Laxantes na comida dele é um dos favoritos), e ela é ainda mais afiada do que ele quando se trata de insultos. Quando a série começou, Al já estava com o Wade há anos, e uma espécie de paz havia se desenvolvido entre eles. A Al parece grata por ter comida, um telhado sobre a cabeça, todo o Matlock que ela pode "observar", e segurança de quem a queria morta, tudo em troca de fazer algumas tarefas domésticas e suportar o sentido de humor distorcido do Wade. Ela é sua mais próxima confidente (mesmo mais do que Weasel) e as viagens para a Caixa tornam-se tão raras que não são ouvidas. Ela tem uma imensa dívida de gratidão a Deadpool por salvar sua vida, e gradualmente fica claro que ela está se mantendo com ele porque ela acredita que ele tem o potencial de se tornar uma pessoa realmente boa, e ela espera que sua influência sobre ele possa encorajá-lo nessa direção. Ela também sugere que tem um passado bastante sombrio, e sente que redimir Wade pode ajudá-la a compensar os atos passados. Eles compartilham uma aventura juntos através do tempo, onde Al acaba por se passar por May Parker. Ela parece tanto um pai quanto uma prisioneira para ele, e ele até lhe dá Deuce o Cão Diabo como presente.
No entanto, a dinâmica entre Deadpool e Blind Al logo atinge um ponto crítico, quando Deadpool descobre que Blind Al tinha mantido as visitas de Weasel em segredo dele, levando a uma crescente tensão entre eles. Essa situação culmina em uma visita à Caixa, depois que fica claro para Deadpool que Blind Al estava escondendo as visitas de Weasel. Em um ato de vingança, Blind Al evita Deadpool friamente e o refere como "mestre", evidenciando sua desaprovação à sua crueldade. A culpa pesa sobre Deadpool, que após um encontro e conselho com Monty, o pré-colega, no número 17, liberta Blind Al (justamente no momento em que é teletransportado para longe por Ajax).
Consciente da influência positiva de Blind Al em sua vida, ela reluta em sair, levando Deadpool a teletransportá-la com ele para um parque (#20), onde eles têm uma conversa sincera (embora ela finja estar com medo de sair). Eventualmente, Deadpool a deixa lá. Mais tarde, eles se reencontram no Golden Gate Park, em San Francisco, presumivelmente no mesmo local onde ele a deixara anteriormente.
Na edição 14, enquanto Al e Weasel estão na Caixa, Al conta uma história de perturbação particular. Cerca de dois anos depois de sua prisão, Deadpool saiu em uma longa missão, e Al decidiu ir para um amigo no Maine. Ela escapou, caminhou pelo país, e quando chegou à casa do amigo dela, o Deadpool estava à sua espera, o amigo dela quase a torturou até à morte na frente dos cães. Ela termina a história dizendo: "É assim que se construi uma prisão".
Desde então, suas aparições tornaram-se muito mais esporádicas, embora seja claro que ela e Deadpool ainda estão em contato. Ela apareceu em Cable &amp; Deadpool #36, onde Wade se aproxima dela para validar seu plano de restaurar sua reputação, lutando contra Taskmaster.
Deadpool lhe envia um convite em Braille para seu casamento com Shiklah: no entanto, devido a um acidente com a compreensão de Wade de braille, ela vai a um funeral de gangue, completamente inconsciente de seu erro.
Ela também apareceu em Thunderbolts (volume 2) #10 (agosto de 2013), no qual ela ajuda Deadpool e o Agente Venom a encontrar a localização do Dr. Vanko.

## Personalidade
Dentro do contexto humorístico característico das narrativas de Deadpool, a personalidade de Blind Al surpreende ao não corresponder ao estereótipo esperado de uma idosa cega e cativa. Ela exibe uma dureza incomum, um cinismo extremo e é capaz de superar até mesmo o próprio protagonista em uma batalha de insultos. Quando os insultos eram trocados, Al frequentemente saía vitoriosa, revertendo as tentativas de humor de Deadpool e tratando-o com uma condescendência que lembrava a de uma criança mimada. Al chega ao extremo de sabotar todas as armas de Deadpool, justificando suas ações pelo temor de que sua morte representaria o pior cenário possível, eliminando, assim, qualquer preocupação com possíveis retaliações vindas do mercenário tagarela.
Apesar de seu relacionamento antagônico, Blind Al ocasionalmente mostrou que ela realmente se preocupava com Wade, como quando se recusou a deixá-lo depois de lhe ter sido concedida a liberdade, e fez-lhe um bolo quando ele tentou se tornar um herói.
Deadpool deu a Al Deuce o Cão Diabo (que Weasel havia ganho de Foggy Nelson em um jogo de poker) como uma piada. Embora o cão a adorasse, ela parecia pensar nele como nada além de uma "fábrica de pulgas idiotas", e imediatamente o castrou.
Seus hobbies incluem "Needlepoint, coleta de dedos, planejamento de rotas de fuga... típico de velha senhora twaddle".  Ela adora o programa Matlock, e também expressou um gosto pelo The Daily Show.

## Questões de identidade
Joe Kelly originalmente pretendia que ela fosse a primeira Viúva Negra: "Nós íamos fazer a história da origem de Blind Al, e mostrá-la como a viúva negra original e mostrar como ela era responsável por Wade ter câncer". Isto já não é considerado canônico.[carece de fontes?]
Ela era amiga do Capitão América antes de ele ser congelado na década de 1940. Ela descreveu seu último encontro com ele durante uma conversa de encorajamento com Wade, na qual produziu uma medalha de ouro dada a ela por um jovem que ela chamou de "Blondie" em Moscou. Após Deadpool perder a medalha em um campo de batalha, o Capitão América a reconheceu, leu a inscrição em voz alta e lembrou Al pelo nome.
Não está claro exatamente quantos anos tem o Al. Em Deadpool #6 (Junho de 1997), Al se refere a si mesma como sexagenário, mas ela mais tarde afirma lembrar-se de vestidos Flapper (populares na década de 1920)  e foi mais tarde referida por Montgomery Burns, um Precog da Landau, Luckman &amp; Lake, como septuagenária.

## Outras versões
Na minissérie Deadpool MAX, Blind Al (nome completo Althea Winifred Sanderson) é um agente da CIA que - apesar do apelido - tem uma visão perfeita.  –  – Ela é a responsável pelo Deadpool, um asilo não autorizado sob a sede da CIA (da qual Wade Wilson tomou o nome em código para si mesmo), que tem o propósito de programar assassinos para realizar missões que não podem ser rastreadas até a CIA, com o argumento de usar uma Defesa da loucura se capturados. Ela atribui a Bob como o responsável de Deadpool para uma série de missões que levam ao desastre de Cincinnati, pelo qual ela tem Bob a cair e se tornar o homem mais procurado do mundo. Antes da instituição do Deadpool, ela foi responsável pelos assassinatos de John F. Kennedy, Robert F. Kennedy , Martin Luther King Jr. e Che Guevara, entre outros. Mesmo depois que a prática de assassinatos secretos dirigidos pela CIA foi interrompida na década de 1970, Blind Al organizou o assassinato de John Lennon.

## Em outros meios de comunicação

### Filme
Blind Al / Althea aparece na série de filmes X-Men da 21st Century Fox, interpretada por Leslie Uggams.
- Blind Al aparece em Deadpool, interpretado por Leslie Uggams.[11] Esta versão é a colega de quarto do Deadpool, que conheceu através de um anúncio colocado na Craigslist. Além disso, ela tem uma afinidade conhecida pela cocaína, ajuda regularmente Deadpool a lavar seu traje e compartilha seu amor pelos móveis IKEA.
- Uggams repete o papel em Deadpool 2.[12] Deadpool volta ao apartamento que partilharam após a morte da noiva Vanessa. Al oferece suas condolências, mas o encoraja a não deixar que a morte de Vanessa o impeça de viver o resto de sua vida. Mais tarde, depois de ser rasgado ao meio pelo Juggernaut, Deadpool se recupera no apartamento de Al.
- Uggams vai repetir seu papel como Blind Al em Deadpool & Wolverine.[13]

### Video Games
- A Blind Al aparece no Marvel's Spider-Man 2, onde seu nome completo é Alma. Ela chama os Homens-Aranha para lidar com uma das bestas caçadoras que entravam no quintal dela.